# Oostvaarders College
Oostvaarders College，簡稱称为 OVC，是一所位于荷兰阿尔梅勒的学校，為The Foundation ABVO Flevoland的一部分。它是普通中等教育的基础，特别是在弗莱福兰。一开始是一个很小的学校，后来却成了阿尔梅勒最大的中学之一，有超过4000名学生。
该校是联合国教科文组织的官方学校。